# 正光里
正光里，為台灣基隆市七堵區下轄之一里，處於七堵鬧區與重劃區之內，當地知名觀光景點為：七堵鐵道公園、傳統市集-美食街。此外，七堵戶政事務所、七堵區公所、基隆市農會、七堵稅捐稽徵處和七堵車站也亦設於此里內。